# Kongelige bryllupper
Et kongeligt bryllup er en vielsesceremoni, som involverer medlemmer af et kongeligt eller fyrsteligt hus. Et bryllup for en konge, dronning eller tronfølger, anses som en stor national begivenhed som også trækker opmærksomhed fra udlandet.

## Danmark

### Amalienborg Slot
| Dato         | Brudgom                                                  | Brud                              |
| ------------ | -------------------------------------------------------- | --------------------------------- |
| 19. maj 1838 | Hertug Carl af Slesvig-Holsten-Sønderborg-Glücksborg     | Prinsesse Vilhelmine af Danmark   |
| 26. maj 1842 | Prins Christian af Slesvig-Holsten-Sønderborg-Glücksborg | Prinsesse Louise af Hessen-Kassel |
| 5. maj 1896  | Prins Friedrich af Schaumburg-Lippe                      | Prinsesse Louise af Danmark       |

### Augustenborg Slot
| Dato         | Brudgom                             | Brud                                                                 |
| ------------ | ----------------------------------- | -------------------------------------------------------------------- |
| 22. maj 1815 | Prins Christian Frederik af Danmark | Prinsesse Caroline Amalie af Slesvig-Holsten-Sønderborg-Augustenborg |

### Christiansborg Slotskirke
| Dato              | Brudgom                                      | Brud                                           |
| ----------------- | -------------------------------------------- | ---------------------------------------------- |
| 11. december 1743 | Kronprins Frederik (5.) af Danmark og Norge  | Prinsesse Louise af Storbritannien             |
| 1. oktober 1766   | Kronprins Gustav (3.) af Sverige             | Prinsesse Sophie Magdalene af Danmark og Norge |
| 8. november 1766  | Kong Christian 7. af Danmark og Norge        | Prinsesse Caroline Mathilde af Storbritannien  |
| 27. maj 1786      | Hertug Frederik Christian 2. af Augustenborg | Prinsesse Louise Augusta af Danmark            |
| 1. november 1828  | Prins Frederik (7.) af Danmark               | Prinsesse Vilhelmine Marie af Danmark og Norge |
| 21. december 1878 | Kronprins Ernst August af Hannover           | Prinsesse Thyra af Danmark                     |
| 27. august 1897   | Prins Carl af Sverige                        | Prinsesse Ingeborg af Danmark                  |
| 22. januar 1937   | Grev Luitpold til Castell-Castell            | Prinsesse Alexandrine-Louise af Danmark        |

### Fredensborg Slotskirke
| Dato              | Brudgom                             | Brud                                   |
| ----------------- | ----------------------------------- | -------------------------------------- |
| 23. november 1922 | Jørgen Carl Gustav Castenschiold    | Prinsesse Dagmar af Danmark            |
| 8. september 1933 | Prins Knud til Danmark              | Prinsesse Caroline-Mathilde af Danmark |
| 9. september 1937 | Prins Christian af Schaumburg-Lippe | Prinsesse Feodora af Danmark           |
| 3. februar 1968   | Prins Richard af Berleburg          | Prinsesse Benedikte til Danmark        |

### Frederiksberg Slot
| Dato           | Brudgom                    | Brud                              |
| -------------- | -------------------------- | --------------------------------- |
| 1. august 1829 | Prins Ferdinand af Danmark | Kronprinsesse Caroline af Danmark |

### Frederiksborg Slotskirke
| Dato              | Brudgom                              | Brud                                                 |
| ----------------- | ------------------------------------ | ---------------------------------------------------- |
| 8. juli 1752      | Kong Frederik 5. af Danmark og Norge | Prinsesse Juliane Marie af Braunschweig-Wolfenbüttel |
| 8. august 1850    | Kong Frederik 7. af Danmark          | Louise Rasmussen                                     |
| 18. november 1995 | Prins Joachim til Danmark            | Alexandra Christina Manley                           |

### Gråsten Slotskirke
| Dato         | Brudgom                                    | Brud                                               |
| ------------ | ------------------------------------------ | -------------------------------------------------- |
| 6. juni 1998 | Grev Jefferson von Pfeil und Klein-Ellguth | Prinsesse Alexandra af Sayn-Wittgenstein-Berleburg |

### Haderslevhus
| Dato              | Brudgom                               | Brud                                   |
| ----------------- | ------------------------------------- | -------------------------------------- |
| 27. november 1597 | Kong Christian 4. af Danmark og Norge | Prinsesse Anna Cathrine af Brandenburg |

### Holmens Kirke
| Dato          | Brudgom                            | Brud                            |
| ------------- | ---------------------------------- | ------------------------------- |
| 10. juni 1967 | Greve Henri de Laborde de Monpezat | Prinsesse Margrethe til Danmark |

### Jesu Hjerte Kirke, København
| Dato         | Brudgom                     | Brud                           |
| ------------ | --------------------------- | ------------------------------ |
| 22. maj 1919 | Prins René af Bourbon-Parma | Prinsesse Margrethe af Danmark |

### Københavns Slot
| Dato              | Brudgom                                | Brud                                    |
| ----------------- | -------------------------------------- | --------------------------------------- |
| 6. september 1478 | Prins Hans af Danmark                  | Prinsesse Christina af Sachsen          |
| 5. oktober 1634   | Prins Christian af Danmark og Norge    | Prinsesse Magdalena Sibylla af Sachsen  |
| 5. december 1695  | Kronprins Frederik af Danmark og Norge | Prinsesse Louise af Mecklenburg-Güstrow |

### Møgeltønder Kirke
| Dato         | Brudgom                   | Brud                         |
| ------------ | ------------------------- | ---------------------------- |
| 24. maj 2008 | Prins Joachim til Danmark | Marie Agathe Odile Cavallier |

### Nykøbing Slot
| Dato         | Brudgom                                  | Brud                                        |
| ------------ | ---------------------------------------- | ------------------------------------------- |
| 14. maj 1667 | Kronprins Christian til Danmark og Norge | Prinsesse Charlotte Amalie af Hessen-Kassel |

### Vor Frue Kirke
| Dato             | Brudgom                           | Brud                             |
| ---------------- | --------------------------------- | -------------------------------- |
| 1363             | Kong Håkon 6. af Norge og Sverige | Margrete Valdemarsdatter         |
| 28. oktober 1449 | Kong Christian 1. af Danmark      | Enkedronning Dorothea af Danmark |
| 14. maj 2004     | Kronprins Frederik til Danmark    | Mary Elizabeth Donaldson         |

## Belgien

### Bruxelles
| Dato             | Brudgom                       | Brud                         |
| ---------------- | ----------------------------- | ---------------------------- |
| 11. juni 1514    | Kong Christian 2. af Danmark  | Prinsesse Isabella af Østrig |
| 2. juli 1959     | Prins Albert af Belgien       | Paola Ruffo di Calabria      |
| 4. december 1999 | Kronprins Philippe af Belgien | Mathilde d'Udekem d'Acoz     |

### Laeken
| Dato              | Brudgom                     | Brud                     |
| ----------------- | --------------------------- | ------------------------ |
| 15. december 1960 | Kong Baudouin 1. af Belgien | Fabiola de Mora y Aragón |

## Frankrig

### Cannes
| Dato           | Brudgom                    | Brud                                           |
| -------------- | -------------------------- | ---------------------------------------------- |
| 26. april 1898 | Prins Christian af Danmark | Hertuginde Alexandrine af Mecklenburg-Schwerin |

### Paris
| Dato             | Brudgom                   | Brud                       |
| ---------------- | ------------------------- | -------------------------- |
| 22. oktober 1885 | Prins Valdemar af Danmark | Prinsesse Marie af Orléans |

## Grækenland

### Athen
| Dato               | Brudgom                             | Brud                                      |
| ------------------ | ----------------------------------- | ----------------------------------------- |
| 27. oktober 1889   | Kronprins Konstantin af Grækenland  | Prinsesse Sophie af Preussen              |
| 4. november 1919   | Kong Alexander 1. af Grækenland     | Aspasia Manos                             |
| 9. januar 1938     | Prins Paul af Grækenland og Danmark | Prinsesse Frederike af Hannover           |
| 14. maj 1962       | Infante Juan Carlos af Spanien      | Prinsesse Sophia af Grækenland og Danmark |
| 18. september 1964 | Kong Konstantin 2. af Grækenland    | Prinsesse Anne-Marie af Danmark           |

### Spetses
| Dato            | Brudgom                                 | Brud                    |
| --------------- | --------------------------------------- | ----------------------- |
| 25. august 2010 | Prins Nikolaos af Grækenland og Danmark | Tatiana Ellinka Blatnik |

## Holland

### Amsterdam
| Dato            | Brudgom                                    | Brud                              |
| --------------- | ------------------------------------------ | --------------------------------- |
| 10. marts 1966  | Claus van Amsberg                          | Prinsesse Beatrix af Nederlandene |
| 2. februar 2002 | Kronprins Willem-Alexander af Nederlandene | Máxima Zorreguieta                |

## Monaco
| Dato           | Brudgom                    | Brud               |
| -------------- | -------------------------- | ------------------ |
| 19. april 1956 | Fyrst Rainier 3. af Monaco | Grace Kelly        |
| 1. juli 2011   | Fyrst Albert 2. af Monaco  | Charlene Wittstock |

## Norge

### Oslo
| Dato            | Brudgom                          | Brud                        |
| --------------- | -------------------------------- | --------------------------- |
| 21. marts 1929  | Kronprins Olav af Norge          | Prinsesse Märtha af Sverige |
| 29. august 1968 | Kronprins Harald af Norge        | Sonja Haraldsen             |
| 25. august 2001 | Kronprins Haakon Magnus af Norge | Mette-Marit Tjessem Høiby   |

### Trondheim
| Dato         | Brudgom  | Brud                             |
| ------------ | -------- | -------------------------------- |
| 24. maj 2002 | Ari Behn | Prinsesse Märtha Louise af Norge |

## Rusland

### Sankt Petersborg
| Dato              | Brudgom                                       | Brud                                         |
| ----------------- | --------------------------------------------- | -------------------------------------------- |
| 9. november 1866  | Storfyrst Aleksandr Aleksandrovitj af Rusland | Prinsesse Dagmar af Danmark                  |
| 27. oktober 1867  | Kong Georg 1. af Grækenland                   | Storfyrstinde Olga Konstantinovna af Rusland |
| 26. november 1894 | Kejser Nikolaj 2. af Rusland                  | Prinsesse Alix af Hessen og ved Rhinen       |

## Spanien

### Barcelona
| Dato            | Brudgom          | Brud                          |
| --------------- | ---------------- | ----------------------------- |
| 4. oktober 1997 | Iñaki Urdangarin | Prinsesse Cristina af Spanien |

### Madrid
| Dato         | Brudgom                     | Brud                     |
| ------------ | --------------------------- | ------------------------ |
| 22. maj 2004 | Kronprins Felipe af Spanien | Letizia Ortiz Rocasolano |

### Sevilla
| Dato           | Brudgom             | Brud                       |
| -------------- | ------------------- | -------------------------- |
| 18. marts 1995 | Jaime de Marichalar | Prinsesse Elena af Spanien |

## Storbritannien

### London
| Dato              | Brudgom                                 | Brud                                      |
| ----------------- | --------------------------------------- | ----------------------------------------- |
| 10. februar 1840  | Prins Albert af Sachsen-Coburg og Gotha | Dronning Victoria af Storbritannien       |
| 25. januar 1858   | Prins Friedrich af Preussen             | Prinsesse Victoria af Storbritannien      |
| 22. juli 1896     | Prins Carl af Danmark                   | Prinsesse Maud af Wales                   |
| 26. april 1923    | Prins Albert, hertug af York            | Elizabeth Bowes-Lyon                      |
| 20. november 1947 | Philip Mountbatten                      | Prinsesse Elizabeth af Storbritannien     |
| 14. november 1973 | Mark Phillips                           | Prinsesse Anne af Storbritannien          |
| 29. juli 1981     | Prins Charles af Wales                  | Diana Frances Spencer                     |
| 23. juli 1986     | Prins Andrew af Storbritannien          | Sarah Ferguson                            |
| 1. juli 1995      | Kronprins Pavlos af Grækenland          | Marie-Chantal Miller                      |
| 9. juli 1999      | Carlos Morales Quintana                 | Prinsesse Alexia af Grækenland og Danmark |
| 29. april 2011    | Prins William, hertug af Cambridge      | Catherine Elizabeth Middleton             |

### Windsor
| Dato           | Brudgom                        | Brud                           |
| -------------- | ------------------------------ | ------------------------------ |
| 10. marts 1863 | Prins Edward af Wales          | Prinsesse Alexandra af Danmark |
| 19. juni 1999  | Prins Edward af Storbritannien | Sophie Rhys-Jones              |
| 9. april 2005  | Prins Charles af Wales         | Camilla Parker-Bowles          |

## Sverige

### Stockholm
| Dato             | Brudgom                         | Brud                              |
| ---------------- | ------------------------------- | --------------------------------- |
| 28. juli 1869    | Kronprins Frederik til Danmark  | Prinsesse Louise af Sverige-Norge |
| 22. maj 1919     | Prins Axel til Danmark          | Prinsesse Margaretha af Sverige   |
| 4. november 1926 | Kronprins Leopold af Belgien    | Prinsesse Astrid af Sverige       |
| 24. maj 1935     | Kronprins Frederik til Danmark  | Prinsesse Ingrid af Sverige       |
| 19. juni 1976    | Kong Carl 16. Gustav af Sverige | Silvia Renate Sommerlath          |
| 19. juni 2010    | Daniel Westling                 | Kronprinsesse Victoria af Sverige |
| 8. juni 2013     | Christopher O'Neill             | Prinsesse Madeleine af Sverige    |
| 13. juni 2015    | Prins Carl Philip af Sverige    | Sofia Hellqvist                   |

## Tyskland

### Altona
| Dato              | Brudgom                                | Brud                               |
| ----------------- | -------------------------------------- | ---------------------------------- |
| 10. november 1743 | Kronprins Frederik af Danmark og Norge | Prinsesse Louise af Storbritannien |

### Bad Berleburg
| Dato         | Brudgom              | Brud                            |
| ------------ | -------------------- | ------------------------------- |
| 27. maj 2010 | Alexander Johannsman | Prinsesse Nathalie af Berleburg |

### Glücksborg Slot
| Dato            | Brudgom                   | Brud                                                      |
| --------------- | ------------------------- | --------------------------------------------------------- |
| 1. oktober 1643 | Prins Frederik af Danmark | Prinsesse Sophie Amalie af Braunschweig-Lüneburg          |
| 28. april 1909  | Prins Harald af Danmark   | Prinsesse Helena af Slesvig-Holsten-Sønderborg-Glücksborg |

### Gottorp Slot
| Dato          | Brudgom                                | Brud                                               |
| ------------- | -------------------------------------- | -------------------------------------------------- |
| 31. juli 1790 | Kronprins Frederik af Danmark og Norge | Prinsesse Marie Sophie Frederikke af Hessen-Kassel |

### Lauenburg
| Dato             | Brudgom                             | Brud                                    |
| ---------------- | ----------------------------------- | --------------------------------------- |
| 29. oktober 1525 | Hertug Christian af Slesvig-Holsten | Prinsesse Dorothea af Sachsen-Lauenburg |

### Ludwigslust
| Dato          | Brudgom                                      | Brud                                                   |
| ------------- | -------------------------------------------- | ------------------------------------------------------ |
| 21. juni 1806 | Prins Christian Frederik af Danmark og Norge | Prinsesse Charlotte Frederikke af Mecklenburg-Schwerin |

### Neustrelitz
| Dato          | Brudgom                       | Brud                                      |
| ------------- | ----------------------------- | ----------------------------------------- |
| 10. juni 1841 | Kronprins Frederik af Danmark | Prinsesse Mariane af Mecklenburg-Strelitz |

### Pretzsch
| Dato           | Brudgom                                 | Brud                                               |
| -------------- | --------------------------------------- | -------------------------------------------------- |
| 7. august 1721 | Kronprins Christian af Danmark og Norge | Prinsesse Sophie Magdalene af Brandenburg-Kulmbach |

### Stendal
| Dato           | Brudgom                            | Brud                          |
| -------------- | ---------------------------------- | ----------------------------- |
| 10. april 1502 | Hertug Frederik af Slesvig-Holsten | Prinsesse Anna af Brandenburg |